# Український депутатський корпус

## Українська Центральна Рада (УЦР)
- Українська Центральна Рада[1]
- члени УЦР 1-го складу (20(07).03.1917)(94 члени)
- члени УЦР 2-го складу (21(08).04.1917)(141 член)
- члени УЦР 3-го складу (20(08).08.1917)(655 членів)

## Українська Національна Рада
- Українська Національна Рада (1948-1992)

## Всеукраїнський Центральний Виконавчий Комітет (ВУЦВК)УРСР
- ВУЦВК
- члени ЦВК Рад України 1-го складу (1917—1918)(41 член)
- члени ЦВК Рад України 2-го складу (1918—1919)(89 членів)
- члени ВУЦВК Рад 3-го складу       (1919—1920)(99 членів)
- члени ВУЦВК 4-го складу           (1920—1921)(78 членів)
- члени ВУЦВК 5-го складу           (1921—1921)(155 членів)
- члени ВУЦВК 6-го складу           (1921—1922)(178 членів)
- члени ВУЦВК 7-го скликання           (1922—1924)(178 членів)
- члени ВУЦВК 8-го скликання           (1924—1925)(251 член)
- члени ВУЦВК 9-го скликання           (1925—1927)(300 членів)
- члени ВУЦВК 10-го скликання          (1927—1929)(303 члени)
- члени ВУЦВК 11-го скликання          (1929—1931)(315 членів)
- члени ВУЦВК 12-го скликання          (1931—1935)(427 членів)
- члени ЦВК УРСР 13-го скликання       (1935—1938)(366 членів)

## Верховна Рада Української РСР (ВР УРСР)УРСР
- Верховна Рада УРСР
- Депутати ВР УРСР 1-го скликання (1938—1947)(398 депутатів)
- Депутати ВР УРСР 2-го скликання (1947—1951)(415 депутатів)
- Депутати ВР УРСР 3-го скликання (1951—1955)(421 депутат)
- Депутати ВР УРСР 4-го скликання (1955—1959)(435 депутатів)
- Депутати ВР УРСР 5-го скликання (1959—1963)(457 депутатів)
- Депутати ВР УРСР 6-го скликання (1963—1967)(469 депутатів)
- Депутати ВР УРСР 7-го скликання (1967—1971)(469 депутатів)
- Депутати ВР УРСР 8-го скликання (1971—1975)(484 депутати)
- Депутати ВР УРСР 9-го скликання (1975—1980)(570 депутатів)
- Депутати ВР УРСР 10-го скликання (1980—1985)(650 депутатів)
- Депутати ВР УРСР 11-го скликання (1985—1990)(676 депутатів)
- Депутати ВР УРСР 12-го скликання (1990—1994) (475 депутатів)

## Верховна Рада України (ВР України)Україна
- Верховна Рада України
- Народні депутати України 1-го скликання (1990—1994)(475 депутатів)
- Народні депутати України 2-го скликання (1994—1998)(450 депутатів)
- Народні депутати України 3-го скликання (1998—2002)(479 депутатів)
- Народні депутати України 4-го скликання (2002—2006)(451 депутат)
- Народні депутати України 5-го скликання (2006—2007)(450 депутатів)
- Народні депутати України 6-го скликання (2007—2012)(450 депутатів)
- Народні депутати України 7-го скликання (2012—2014)(450 депутатів)
- Народні депутати України 8-го скликання (2014—2019)(421 депутат)
- Народні депутати України 9-го скликання (2019—) (424 депутати)